# Temple protestant de Clairac
Le temple protestant de Clairac est le lieu de culte situé place Vicoze à Clairac (Lot-et-Garonne). L’Église réformée de la vallée du Lot est membre de l'Église protestante unie de France.

## Histoire

### Sous l'Ancien régime
À la Renaissance, les habitants de Clairac adoptent massivement la Réforme protestante et devient un bastion calviniste,. En 1621, durant les Rébellions huguenotes, après avoir pris la ville de Saint-Jean-d'Angély, le roi Louis XIII décide de soumettre la Guyenne, et assiège Clairac. Sa devise est alors « Ville sans Roy, soldats sans peur ». Après 12 jours de siège, du 23 juillet au 4 août, la ville se rend. À l'issue de ce siège, trois protestants considérés comme meneurs furent exécutés. Le poète protestant Théophile de Viau, natif de Clairac, rapporte dans un sonnet de nombreux actes de torture.

### Après la révocation
Les protestants retrouvent la liberté de culte avec la Déclaration des droits de l'homme et du citoyen de 1789. En 1802, les Articles organiques promulgués par Napoléon Ier relatifs au Régime concordataire français organise les Églises réformées. Dès 1807, est édifié un premier temple protestant. Il est reconstruit au début des années 1836.
Le temple est inscrit au titre des monuments historiques par arrêté du 15 mars 2021.

## Architecture
Le temple est à forme carrée avec des prolongations saillantes à ses angles, lui donnant un aspect cruciforme. A l'intérieur, le chœur, légèrement surélevé, accueille une chaire à prêcher en bois surmontée d'un dais.